# Aragorn (comics)
Pour les articles homonymes, voir Aragorn (homonymie).
Aragorn est le nom de plusieurs chevaux ailés de fiction évoluant dans l'univers Marvel de la maison d'édition Marvel Comics. Créé par le scénariste Roy Thomas et le dessinateur George Tuska, la première incarnation d'Aragorn apparait dans le comic book The Avengers (vol. 1) #48 en janvier 1968. 
Le nom du cheval est inspiré du personnage d'Aragorn de l'auteur britannique J. R. R. Tolkien dans son roman Le Seigneur des anneaux.

## Biographie du personnage
Le professeur Nathan Garrett, connu sous le nom du Chevalier noir (« Black Knight » en VO), désirant une monture pour ses activités criminelles, développe une technologie capable de donner des ailes à un cheval. Garrett est vaincu par Iron Man et son cheval s'échappe ; Dreadknight le capture et le nomme Hellhorse.
Alors que Garrett est mourant, il persuade son neveu Dane Whitman d'utiliser ses découvertes scientifiques pour faire le bien. Ce dernier devient le nouveau Chevalier noir et utilise les découvertes de son oncle pour créer un nouveau cheval ailé, qu'il nomme Aragorn, l’employant comme monture. Aragorn assiste le Chevalier noir et les Vengeurs au combat notamment contre les Maîtres du mal.
Le cheval devient ensuite la monture de la Valkyrie (Brunehilde) puis de la nouvelle Valkyrie (Samantha Parrington).

## Pouvoirs et capacités
Aragorn est à l'origine un cheval tout à fait ordinaire, avant que la technologie de Nathan Garrett ne lui confère des ailes.
- Aragorn possède des ailes d'une envergure de 5,60 m, lui permettant de voler à une vitesse maximale de 200 km/h tout en portant un cavalier sur son dos (voire un passager supplémentaire), dans une limite maximale de 900 kg[1].
- Il peut voler à sa vitesse maximale pendant environ une heure avant de devoir se reposer. S’il demeure en général à une altitude en deçà des nuages (soit 2 000 m), il peut atteindre si nécessaire une altitude de 3 000 m presque sans effort. Son corps a été modifié afin de supporter la pression et le vol à cette vitesse et altitude ; il peut ainsi continuer à respirer normalement dans ces conditions[1].
- Ses os sont plus creux que ceux des chevaux ordinaires et son corps, dépourvu de graisse, possède une proportion plus élevée de tissus musculaires, ce qui facilite son vol. Ses yeux sont également adaptés au vol, lui permettant de résister à la fois à la friction et aux poussières qu’il pourrait rencontrer lors de ses vols[1].
- Pendant une brève période, Aragorn a été capable d’être téléporté directement aux côtés de Brunhilde dès que celle-ci prononçait son nom, grâce à un sortilège placé sur le cheval par le Docteur Strange[1].

En complément de son habileté à voler dans les airs, Aragorn est capable de répondre à des ordres verbaux plutôt complexes de son maître.